# Deutsche Inlinehockeynationalmannschaft
Die deutsche Inlinehockeynationalmannschaft ist eine von den Bundestrainern getroffene Auswahl deutscher Inlinehockeyspieler. Sie repräsentiert den Deutschen Rollsport und Inline-Verband (DRIV) und den Deutschen Eishockey-Bund (DEB) auf internationaler Ebene, zum Beispiel bei der Inlinehockey-Weltmeisterschaft der IIHF oder bei den World Games.

## Kader 2014

### Kader des DEBs
Offizieller Kader, der bei der Inlinehockey-Weltmeisterschaft vom 1. Juni - 7. Juni 2014 in Pardubice, Tschechien antrat.
| Torhüter          | Torhüter                     | Torhüter                | Torhüter | Torhüter | Torhüter | Torhüter |
| Name              | Team DIHL                    | Team Eishockey          |          |          |          |          |
| ----------------- | ---------------------------- | ----------------------- | -------- | -------- | -------- | -------- |
| Severin Dürr      | Rolling Wanderers Germering  | Wanderers Germering     |          |          |          |          |
| Marco Eisenhut    | Landshut Cavaliers           | EV Landshut             |          |          |          |          |
| Thomas Ower       | -                            | Rote Teufel Bad Nauheim |          |          |          |          |
| Abwehr            |                              |                         |          |          |          |          |
| Marcel Brandt     | IHC Atting (ISHD)            | Straubing Tigers        |          |          |          |          |
| Matthias Jeske    | Rolling Wanderers Germering  | Wanderers Germering     |          |          |          |          |
| Ales Jirik        | IC Erding Crowns             | TSV Erding              |          |          |          |          |
| Patrick Seifert   | IC Königsbrunn               | Augsburger Panther      |          |          |          |          |
| Marc Streicher    | IC Königsbrunn               | ESV Königsbrunn         |          |          |          |          |
| Sören Sturm       | Rolling Wanderers Germering  | Straubing Tigers        |          |          |          |          |
| Angriff           |                              |                         |          |          |          |          |
| Yannik Baier      | Rolling Wanderers Germering  | Ravensburg Towerstars   |          |          |          |          |
| Tim Brazda        | -                            | Düsseldorfer EG U18     |          |          |          |          |
| Adriano Carciola  | -                            | Heilbronner Falken      |          |          |          |          |
| Fabio Carciola    | -                            | EHC Red Bull München    |          |          |          |          |
| Marco Pfleger     | TSV Peißenberg Rolling Bears | Nürnberg Ice Tigers     |          |          |          |          |
| Christian Poetzel | IC Erding Crowns             | TSV Erding              |          |          |          |          |
| Horka Sekesi      | Rolling Wanderers Germering  | EC Bad Tölz U18         |          |          |          |          |
| Huba Sekesi       | Rolling Wanderers Germering  | Bismarck Bobcats (NAHL) |          |          |          |          |

### Kader des DRIV

#### Herren
Offizieller Kader der bei der FIRS Inlinehockey-Weltmeisterschaft
- Torhüter
  - Julian Hessel (Bad Nauheim Blues)
  - Torben Grass (Pinguine Baunatal)
  - Marcel Kappes (ISC Mannheim)

- Verteidiger
  - Gabriel Hildebrandt (DEG Rhein Rollers)
  - Kristian Isenberg (DEG Rhein Rollers)
  - Dennis Spanke (DEG Rhein Rollers)

- - Marco Forster -A- (Bad Nauheim Blues)

- Stürmer
  - Alexander Brinkmann -C- (DEG Rhein Rollers)
  - Yannik Wehrheim (Frankfurter ERC)
  - Sebastian Weitz (DEG Rhein Rollers)
  - Timo Podgrabinski (DEG Rhein Rollers)
  - Andre Ehlert (DEG Rhein Rollers)

- Trainerstab
  - Trainer: Stefan Weber

## Bisherige Platzierungen

### DEB-Team
Platzierungen bei den IIHF Inlinehockey-Weltmeisterschaften:
| Jahr                                                      | Ort                                  | Ergebnis          |
| --------------------------------------------------------- | ------------------------------------ | ----------------- |
| 1996                                                      | Saint Paul                           | 4. Platz          |
| 1997                                                      | Anaheim                              | 7. Platz          |
| 1998                                                      | Anaheim                              | 5. Platz          |
| 1999                                                      | nicht ausgetragen                    | nicht ausgetragen |
| 2000                                                      | Hradec Králové und Choceň            | 4. Platz          |
| 2001                                                      | Ellenton                             | 6. Platz          |
| 2002                                                      | Nürnberg und Pfaffenhofen an der Ilm | 3. Platz          |
| 2003                                                      | Nürnberg und Amberg                  | 4. Platz          |
| 2004                                                      | Bad Tölz                             | 4. Platz          |
| 2005                                                      | Kuopio                               | 5. Platz          |
| 2006                                                      | Budapest                             | 4. Platz          |
| 2007                                                      | Landshut und Passau                  | 3. Platz          |
| 2008                                                      | Bratislava                           | 3. Platz          |
| 2009                                                      | Ingolstadt                           | 3. Platz          |
| 2010                                                      | Karlstad                             | 7. Platz          |
| 2011                                                      | Pardubice                            | 7. Platz          |
| 2012                                                      | Ingolstadt                           | Vizeweltmeister   |
| 2013                                                      | Dresden                              | 6. Platz          |
| 2014                                                      | Pardubice                            | 6. Platz          |
| 2017 fand keine IIHF-Inlinehockey-Weltmeisterschaft statt |                                      |                   |

### DRIV-Team
Platzierungen bei der FIRS/World Skate Inlinehockey-Weltmeisterschaft:
- 2005 in Paris, Frankreich - 8. Platz
- 2006 in Detroit, USA - 10. Platz
- 2007 in Bilbao, Spanien - 10. Platz
- 2008 in Düsseldorf, Deutschland - 7. Platz
- 2009 in Varese, Italien - 9. Platz
- 2010 in Berun, Tschechien - 7. Platz
- 2011 in Roccaraso, Italien - 11. Platz
- 2012 in Bucaramanga, Kolumbien - 9. Platz
- 2013 in Anaheim, USA - 13. Platz
- 2014 in Toulouse, Frankreich - 12. Platz
- 2015 in Rosario, Argentinien - Keine Teilnahme
- 2016 in Asiago, Italien - 19. Platz